# Nikki Teasley
Nikki Teasley, née le 22 mars 1979 à Washington, D.C., est une joueuse américaine de basket-ball de WNBA.

## Biographie
Nikki Teasley évolue en NCAA avec les Tar Heels de Caroline du Nord de l'université de Caroline du Nord à Chapel Hill.
Elle est sélectionnée au cinquième rang de la draft 2002 par les Fire de Portland. Mais peu de temps après, elle fait l'objet d'un transfert avec Sophia Witherspoon qui l'envoie aux Sparks de Los Angeles contre Ukari Figgs et le second tour de draft Gergana Slavtcheva. Elle a remporté le titre de MVP du All-Star Game WNBA 2003. 

## Distinctions personnelles
- MVP du WNBA All-Star Game en 2003
- Sélection WNBA pour de la rencontre The Game at Radio City en 2004
- Second meilleur cinq de la WNBA (2003, 2004)